# 地方厚生局
地方厚生局（ちほうこうせいきょく）とは、厚生労働省の地方支分部局である（厚生労働省設置法第18条、厚生労働省組織令第152条）。2001年（平成13年）の中央省庁再編により、従来設置されていた地方医務局と地区麻薬取締官事務所を統合した上で、本省の指導監査や衛生・福祉分野の許認可事務等の一部を移管し発足した。その後、社会保険庁廃止に伴い、地方社会保険事務局が行っていた業務のうち、行政事務とされたものが地方厚生局に移管された。
主に、健康福祉・医事・食品衛生を業務とする健康福祉部や麻薬取締を業務とする麻薬取締部がある。また、指導総括管理官のもとに本局・支局に指導監査課、本局・支局のない都府県に事務所（名称は県名+事務所）がある（北海道厚生局のみ別形態）。

## 全国の地方厚生（支）局
| 名称           | 名称           | 位置       | 管轄区域                                                                         |
| -------------- | -------------- | ---------- | -------------------------------------------------------------------------------- |
| 北海道厚生局   | 北海道厚生局   | 札幌市     | 北海道                                                                           |
| 東北厚生局     | 東北厚生局     | 仙台市     | 青森県、岩手県、宮城県、秋田県、山形県、福島県                                   |
| 関東信越厚生局 | 関東信越厚生局 | さいたま市 | 茨城県、栃木県、群馬県、埼玉県、千葉県、東京都、神奈川県、新潟県、山梨県、長野県 |
| 東海北陸厚生局 | 東海北陸厚生局 | 名古屋市   | 富山県、石川県、岐阜県、静岡県、愛知県、三重県                                   |
| 近畿厚生局     | 近畿厚生局     | 大阪市     | 福井県、滋賀県、京都府、大阪府、兵庫県、奈良県、和歌山県                         |
| 中国四国厚生局 | 本局           | 広島市     | 鳥取県、島根県、岡山県、広島県、山口県                                           |
| 中国四国厚生局 | 四国厚生支局   | 高松市     | 徳島県、香川県、愛媛県、高知県                                                   |
| 九州厚生局     | 九州厚生局     | 福岡市     | 福岡県、佐賀県、長崎県、熊本県、大分県、宮崎県、鹿児島県、沖縄県                 |